# Kanton Rethel
Der Kanton Rethel ist ein französischer Wahlkreis im Département Ardennes in der Region Grand Est. Er umfasst 18 Gemeinden im Arrondissement Rethel und hat sein bureau centralisateur in Rethel. Im Rahmen der landesweiten Neuordnung der französischen Kantone wurde er im Frühjahr 2015 nur geringfügig erweitert.

## Gemeinden
Der Kanton besteht aus 18 Gemeinden mit insgesamt 14.179 Einwohnern (Stand: 1. Januar 2022) auf einer Gesamtfläche von 180,83 km²:
| Gemeinde           | Einwohner 1. Januar 2022 | Fläche km² | Dichte Einw./km² | Code INSEE | Postleitzahl |
| ------------------ | ------------------------ | ---------- | ---------------- | ---------- | ------------ |
| Acy-Romance        | 490                      | 11,13      | 44               | 08001      | 08300        |
| Amagne             | 787                      | 9,32       | 84               | 08008      | 08300        |
| Ambly-Fleury       | 134                      | 5,88       | 23               | 08010      | 08130        |
| Arnicourt          | 150                      | 8,33       | 18               | 08021      | 08300        |
| Barby              | 388                      | 11,32      | 34               | 08048      | 08300        |
| Bertoncourt        | 128                      | 6,83       | 19               | 08062      | 08300        |
| Biermes            | 314                      | 7,96       | 39               | 08064      | 08300        |
| Corny-Machéroménil | 193                      | 10,54      | 18               | 08132      | 08270        |
| Coucy              | 530                      | 6,39       | 83               | 08133      | 08300        |
| Doux               | 102                      | 6,52       | 16               | 08144      | 08300        |
| Mont-Laurent       | 51                       | 6,83       | 7                | 08306      | 08130        |
| Nanteuil-sur-Aisne | 149                      | 7,92       | 19               | 08313      | 08300        |
| Novy-Chevrières    | 744                      | 17,20      | 43               | 08330      | 08300        |
| Rethel             | 7.435                    | 18,58      | 400              | 08362      | 08300        |
| Sault-lès-Rethel   | 1.932                    | 6,45       | 300              | 08403      | 08300        |
| Seuil              | 182                      | 11,79      | 15               | 08416      | 08300        |
| Sorbon             | 222                      | 14,43      | 15               | 08427      | 08300        |
| Thugny-Trugny      | 248                      | 13,41      | 18               | 08452      | 08300        |
| Kanton Rethel      | 14.179                   | 180,83     | 78               | 0811       | –            |

Bis zur landesweiten Neuordnung der französischen Kantone im März 2015 gehörten zum Kanton Rethel 17 Gemeinden, diese entsprachen dem heutigen Kanton ausgenommen der Gemeinde  Corny-Machéroménil. Der alte Kanton war 170,29 km2 groß und besaß vor 2015 den INSEE-Code 0823.

## Bevölkerungsentwicklung
| 1962   | 1968   | 1975   | 1982   | 1990   | 1999   | 2006   | 2012   |
| ------ | ------ | ------ | ------ | ------ | ------ | ------ | ------ |
| 12.562 | 13.546 | 14.165 | 14.394 | 14.076 | 14.092 | 13.933 | 13.905 |

## Politik
| Vertreter im Departementrat | Vertreter im Departementrat               | Vertreter im Departementrat |
| Amtszeit                    | Namen                                     | Partei                      |
| --------------------------- | ----------------------------------------- | --------------------------- |
| 2004–2015                   | Joseph Afribo                             | UMP                         |
| 2015–                       | Joseph Afribo Michèle Larange-lozano Rios | UD                          |